# Michel et Charles Stoven
Michel et Charles Stoven sont deux résistants français du réseau Mithridate (pseudos : “Sapeur” et “Vivace”) pendant la Seconde Guerre mondiale.

## Faits de Résistance
Père et fils sont arrêtés par l'armée allemande lors de l'opération Ayesha dont l'épisode tragique se déroule chez eux à Renescure le 19 mai 1944, dans le cadre de la désinformation sur un pseudo-débarquement allié dans le Nord-Pas-de-Calais,,,.
Ils seront tous deux déportés en Allemagne et exécutés à Brandebourg-sur-la-Havel le 25 septembre 1944. 

Morts pour la France, Michel et Charles seront respectivement cités à l'ordre de l'armée et du corps d'armée en tant qu'agents de renseignements, citations qui comportent l'attribution de la Croix de guerre. La médaille de la Résistance leur est décernée à titre posthume en 1958,. 

## Le sens de l'histoire
Pendant la Grande Guerre, Michel Stoven fut décoré de la Croix de guerre pour son action durant la prise de Tahure le 6 octobre 1915. Il combattait au sein de la compagnie 2/1 du Génie de la 3e division d'infanterie, sous les ordres du sergent Frédéric Donet, avec qui il conservera des liens dévoués jusqu'à l'ultime opération Ayesha.

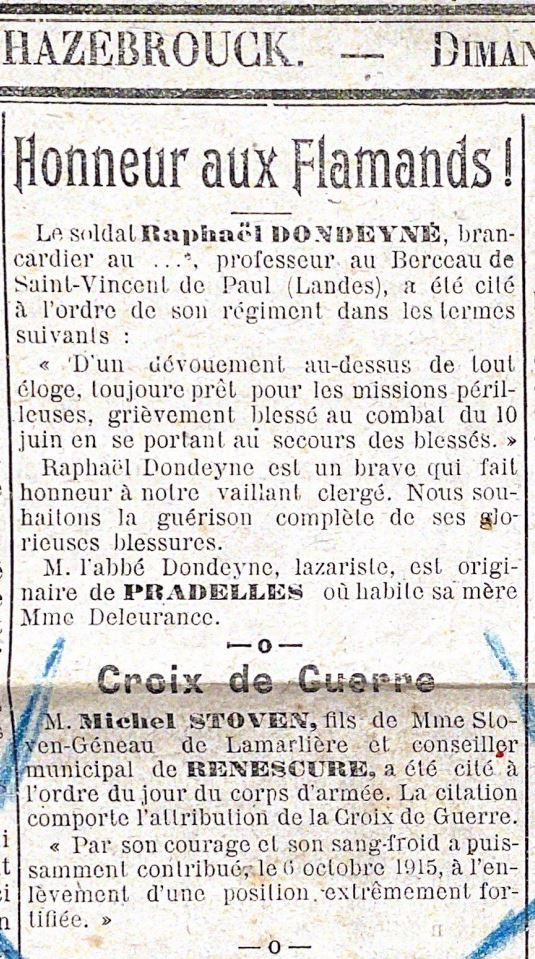
Croix de guerre en 1915
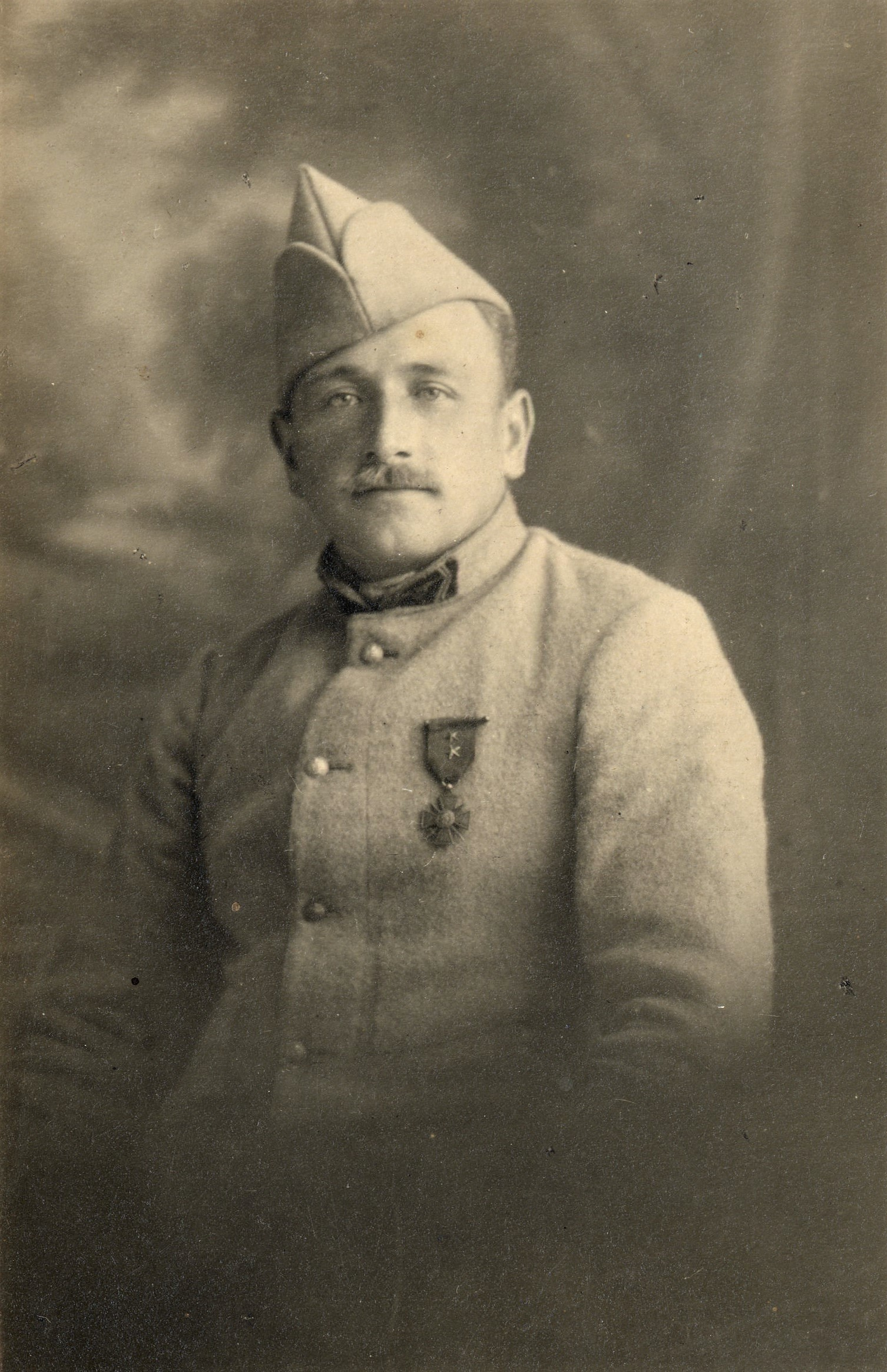
Michel Stoven à la fin de la Grande Guerre
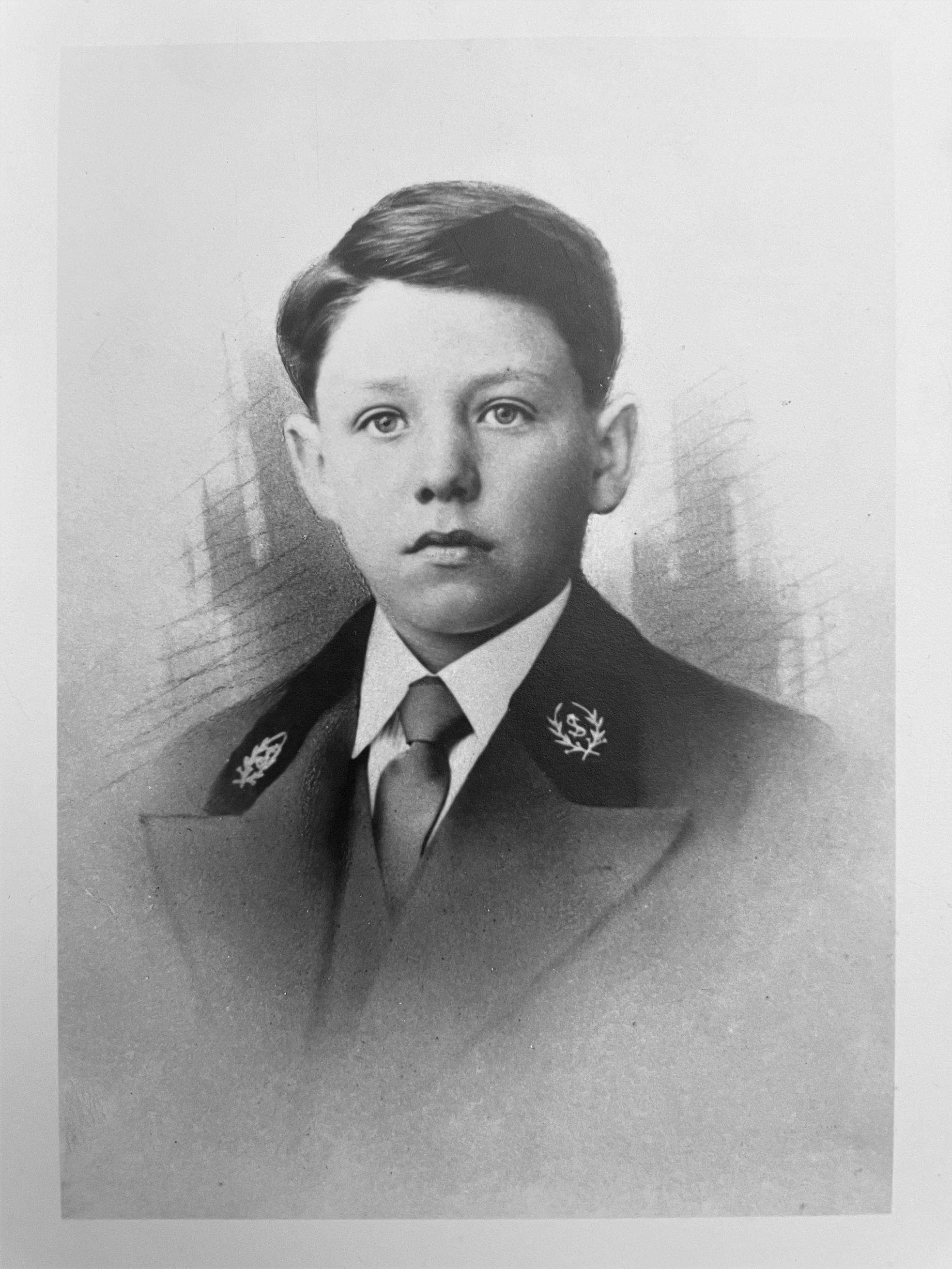
Son fils Charles Stoven, vers 1935
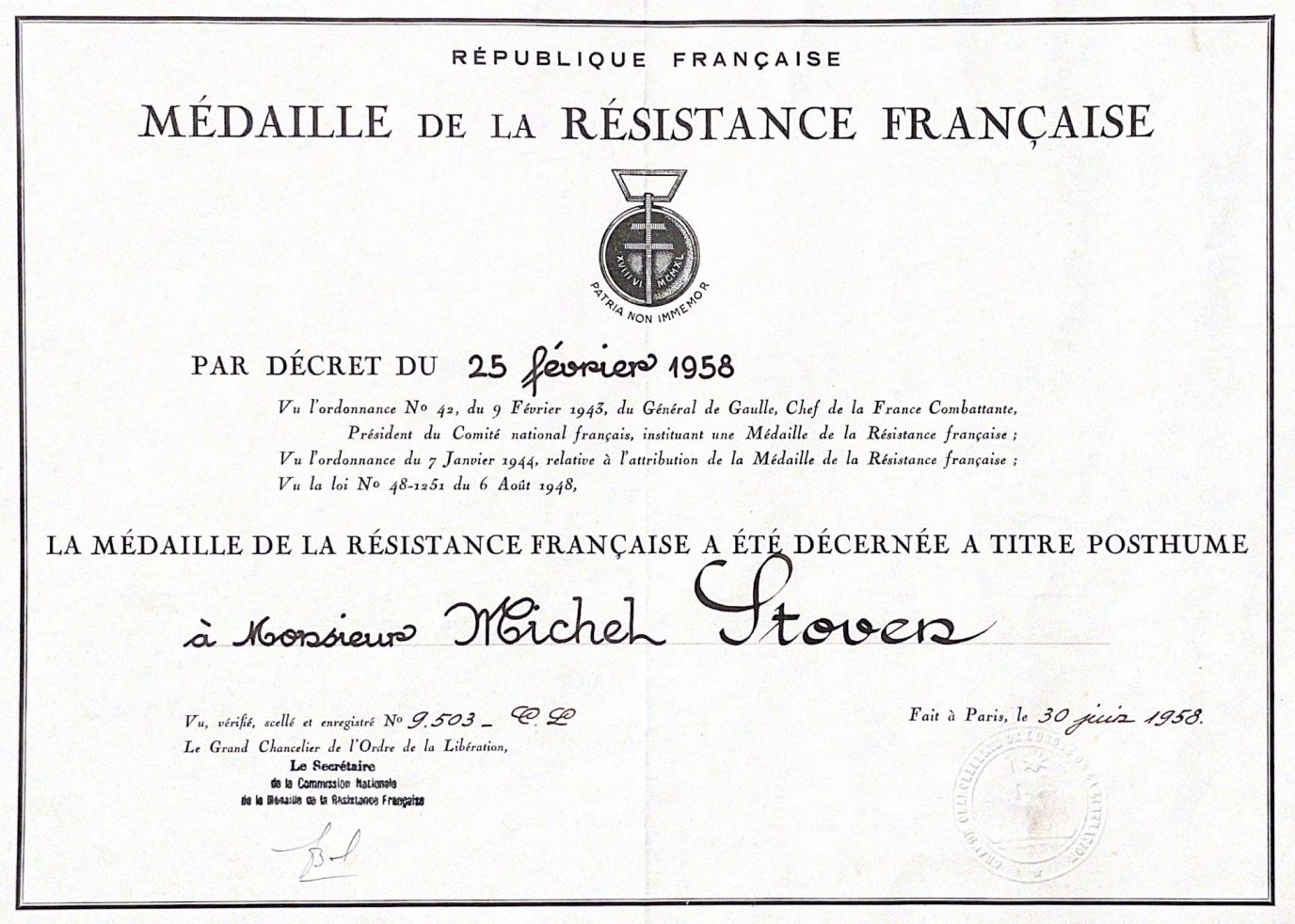
Médaille de la Résistance

## Odonymes
- Place Michel et Charles Stoven à Renescure (59173).
- Rue Michel et Charles Stoven à Saint-Martin-lez-Tatinghem (62500).